# Sericoptera
Sericoptera is een geslacht van vlinders van de familie spanners (Geometridae), uit de onderfamilie Ennominae.

## Soorten
- S. area Cramer, 1775
- S. chartaria Guenée, 1858
- S. chiffa Thierry-Mieg, 1905
- S. egregia Thierry-Mieg, 1915
- S. flavifimbria Walker, 1860
- S. mahometaria Herrich-Schäffer, 1856
- S. nigricornis Warren, 1894
- S. penicillata Warren, 1894
- S. peruvianaria Oberthür, 1883
- S. reymoneta Dognin, 1891
- S. virginaria Hulst, 1886